# 戀桃
《戀桃》（恋もも）是日本的成人遊戲製作公司「Fizz feat. 戲畫」（Fizz feat. ，現在的Fizz）開發並於2005年11月25日發售的PC用美少女遊戲，是遊戲品牌「Fizz feat. 戲畫」的唯一的作品。

## 遊戲運作
《戀桃》是成人戀愛冒險遊戲。玩家在玩《戀桃》的時候主要是觀看和聆聽故事情節的發展，不過在部分的預設段落中玩家須藉由點擊的方式選擇行為選項，而這些選擇將會影響之後的人物的行動或者是反應。遊戲藉由這些相互連接的劇情分歧點而組織成多條故事路線，而遊戲的選項便會影響玩家所挑選的故事劇情內容，包含玩家操控的角色和遊戲人物之間的色情場景，並且進入不同的結局。

## 故事大綱
主人公“香月”的雙親從主人公小時候起就經常不在家，所以經常被送到親戚家，在這個親戚家，和一個大一歲的姐姐“葉月”一起如同親姐弟一樣長大。自從雙親的長期出差決定下來，開始真正地寄宿在葉月家以來，已經過了半年。香月和葉月他們一起過著的平穩的學校生活，卻被一位少女的突然闖入而被破壞了。　　
據本人說是為了從某個危險中保護香月而來的“百花”，其所說的“危險”到底是什麼呢……？而且為什麼百花對應該是初次見面的香月的事非常熟悉呢……？以春天的校園為舞台，略帶幻想風格的桃色學園愛情喜劇。

## 登場人物

### 主要角色
守占香月（Moriura Kazuki，聲：無）
故事的男主角。「白鳥學園」二年級的男生，住在「朱鷺坂」家。善於烹調。
咲峰百花（Sakimine Momoka，聲：手塚真紀）
白鳥學園二年級的轉校生，突然來到香月那里的少女。性格開朗。方向感不靈。
朱鷺坂葉月（Tokisaka Hazuki，聲：杏）
香月的表姊，白鳥學園三年級，茶道部部長。不善於家務事。
堀部千晶（Horibe Chiaki）
白鳥學園一年級的女生，沉默寡言的少女，屬於茶道部。喜歡穿和服。
早鏡美奈美（Sakagami Minami，聲：春乃莓）
頭上載奇怪絨布的謎的少女。「城南學園」的女生。
西木絢歌（Nishiki Ayaka，聲：三咲里奈）
女大學生，寄宿在香月的祖母「夏子」家。性格和善。很擅長烹飪，並和香月一起作燉肉，拿手菜是奶奶敎的菜。

### 次要角色
小波真季（Konami Maki）
葉月的同班同學及密友。
奇莎（Kisa，聲：星野未來）
早鏡家的女佣人，照料美奈美的日常生活。
河東正義（Kawatō Masayoshi，聲：無）
白鳥學園的男生，香月的同班同學及朋友。喜歡葉月。
朱鷺坂幸洋（Tokisaka Kōyō，聲：無）
葉月的父親。香月的舅舅。
朱鷺坂美智留（Tokisaka Michiru，聲：森野花梨）
葉月的母親。香月的舅媽。
守占夏子（Moriura Natsuko，聲：無）
香月的祖母。

## 製作人員
- 腳本、企畫：雪村戌
- 原畫：闇野
- 主題曲：「Eternal Wish」
  - 作曲：ave;new
  - 歌手：佐倉紗織
- 美術設定：Studio BG
- 製作：Fizz feat. 戲畫

## 相關商品
- 戀桃 原聲帶（Original Sound Track）：初回優惠
- 戀桃 Original Mini Drama「溫泉露天浴池編」（温泉露天風呂編） & 戀桃 Digital原畫集：預約優惠
- 戀桃 正式Visual Fan Book（恋もも 公式ビジュアルファンブック）：2006年1月25日發售、ISBN 9784775506950

## 外部連結
- Fizz官方網站（日語）
- 戀桃官方網站（日語）